# I symfonia Mahlera
I Symfonia D-dur „Tytan” - symfonia instrumentalna Gustava Mahlera, skomponowana między 1884 a 1888 r.
Prawykonanie dzieła miało miejsce w Budapeszcie 20 listopada 1889 r.. Przy drugim wykonaniu w Hamburgu 27 października 1893 r. Mahler nadał kompozycji tytuł: Tytan, poemat dźwiękowy w formie symfonii, który wskazywał na powieść Jean Paula, stanowiącej źródło inspiracji.
Kompozycja była poddawana kilku rewizjom. W ostatecznej redakcji został usunięty cały literacki komentarz dzieła (z wyjątkiem tytułu Tytan), jak również część zatytułowana Blumine, która nie pasowała Mahlerowi do koncepcji całości utworu. 
Kompozytor wykorzystał w tym dziele m.in. temat popularnej piosenki Panie Janie rozwijany techniką kanonu w formie marsza żałobnego. Pojawiają się także autocytaty z cyklu Pieśni wędrującego czeladnika.

## Struktura

### Wersja wczesna (Hamburg, 27 października 1893 r.)
Człon I. Z młodzieńczych dni, utwory o kwiatach, owocach i cierniach:
1. Część I. Wiosna bez końca - wstęp i Allegro comodo (wstęp obrazuje budzenie się natury z długiego zimowego snu)
2. Część II. Kwitnienie (Blumine) - Andante
3. Część III. Pod pełnymi żaglami - Scherzo

Człon II. Komedia ludzka
1. Część IV. Na mieliźnie! (marsz żałobny w stylu Callota inspirowany przez znany [...] obrazek satyryczny Pogrzeb myśliwego ze starego zbioru obrazkowych bajek dziecięcych [...])
2. Część V. Z piekła - Allegro furioso (następuje niczym nagły wybuch rozpaczy zranionego do głębi serca)

### Wersja ostateczna
1. Langsam, Schleppend. Immer sehr gemächlich
2. Kräftig bewegt, doch nicht zu schnell. Recht gemächlich
3. Feierlich und gemessen, ohne zu schleppen
4. Stürmisch bewegt - Energisch